# Giria pectinicornis
Giria pectinicornis är en fjärilsart som beskrevs av Bethune-Baker 1909. Giria pectinicornis ingår i släktet Giria och familjen nattflyn. Inga underarter finns listade i Catalogue of Life.